# Varvara Jakovleva
Varvara Nikolajevna Jakovleva (ryska: Варвара Николаевна Яковлева), född den 19 december 1884 i Moskva, död den 11 september 1941 i Orjol, var en rysk-sovjetisk revolutionär, politiker och Ryska SFSR:s finansminister (folkkommissarie för finanser) mellan 1929 och 1937. Hon blev därmed världens första kvinna att inneha posten som finansminister. Som sådan blev hon också den fjärde kvinnan i Ryssland på en ministerpost.

## Biografi
Varvara Jakovleva föddes den 19 december 1884 i Moskva in i en välbeställd köpmansfamilj med judisk bakgrund. Efter att ha gått ut gymnasiet studerade hon vid Moskvas Högre kurser för kvinnors fakultet för fysik och matematik med målet att bli astronom. Vid läroverket kom hon att engagera sig i den politiska studentrörelsen och 1904 gick hon med i Rysslands socialdemokratiska arbetareparti och anslöt sig snart till den bolsjevikiska falangen. Vid ungefär samma tid kom hennes bror Nikolaj Nikolajevitj Jakovlev också att engagera sig i det ryska kommunistpartiet.
Under revolutionen 1905 deltog hon i det väpnade upproret i Moskva och arresterades på våren 1906. Hon lyckades undslippa myndigheterna och att sändas i exil fram till 1910 då hon arresterades på nytt. Då förvisades hon till Naryn i nuvarande Kirgizistan, varifrån hon flydde utomlands 1912. När hon på hösten samma år återvände till Ryssland arbetade hon som agent åt partiets centralkommitté och blev även medlem i partiets byrå för Moskvaregionen. Året därpå, 1913, arresterades hon på nytt och blev återigen skickad till Naryn för att snart upprepa sin flykt därifrån. När detta upptäcktes skickades hon istället till Astrachans guvernement, där hon blev kvar fram till 1916. Hon återvände snart till Moskva igen, där hon blev vald till sekreterare i den regionala centralkommittén. Vid partiets sjätte konferens valdes hon som ersättare till centralkommittén.
Under oktoberrevolutionen 1917 befann Jakovleva sig i Moskva där hon ingick i partiets stridsledningscentral. Efter revolutionen arbetade hon i Petrograd för underrättelsetjänsten NKVD och senare för sovjeten för folkhushållning. I samband med att Sovjetryssland i mars 1918 förhandlade med tyska Kejsardömet om ett fredsfördrag för första världskriget, anslöt sig Jakovleva till vänsterkommunisterna. Dessa motsatte sig ett fredsavtal och förordade i stället ett revolutionskrig mot samtliga kapitalistiska länder. Från och med maj samma år ingick hon i den hemliga polisen Tjekan, som chef för avdelningen för tjänstefel och biträdande chef på avdelningen mot kontrarevolution. Senare under 1918 skickades hon till Petrograd där hon agerade biträdande chef och senare som ordförande för stadens Tjeka, efter det att den tidigare ordförande Moisej Uritskij blivit mördad. Hon är den enda kvinnan under den ryska (och sovjetiska) underrättelsetjänstens historia som har haft en så hög position.
Mordet på Uritskij och Fanny Kaplans attentat mot Vladimir Lenin i augusti 1918 inledde den röda terrorn i Ryssland, i vilken även Jakovleva deltog aktivt. Jakovleva godkände bland annat listor på vilka som skulle arkebuseras och skrev under listor på avrättade, listor som publicerades offentligt i tidningen Petrogradskaja Pravda. Den dåvarande nederländske diplomaten Willem Oudendijk ansåg att hennes agerande utmärktes av en omänsklig grymhet.
Hon avrättades genom arkebusering 1941. Hon rehabiliterades 1958.